# Dąbrowiecka Góra
Dąbrowiecka Góra – punkt oporu wchodzący w skład umocnień Przedmościa Warszawskiego, wybudowany w 1940 przez Niemców. Mieści się na terenie Karczewa w województwie mazowieckim w powiecie otwockim.
W latach 1940–41 wojska niemieckie przystąpiły do odbudowy umocnień Przedmościa Warszawskiego (niem. Brückenkopf Warschau) pochodzących jeszcze z 1915. Nowa koncepcja niemieckich planistów zakładała wysunięcie prawego skrzydła obrony aż na Dąbrowiecką Górę koło Dąbrówki.
W skład punktu oporu Dąbrowiecka Góra wchodziły:
- schron obserwacyjny artylerii typu Regelbau 120a,
- schron bojowy typu Regelbau 514.

Obecnie oba schrony zostały wydzierżawione przez Stowarzyszenie na Rzecz Zabytków Fortyfikacji „Pro Fortalicium”, trwają prace nad przywróceniem im dawnego wyglądu.

## Regelbau 120a
Schron Regelbau 120a ma wymiary 14 × 11,5 metra i jest największym ze schronów wzniesionych przez Niemców na Przedmościu Warszawskim. Grubość jego żelbetowych ścian i stropu wynosi 2 metry. Schron pierwotnie posiadał dwie strzelnice osłonięte pancernymi płytami ze stali: jedną w kazamacie flankującej, i drugą w strzelnicy obrony wejścia. Na szczycie znajduje się pancerna kopuła obserwacyjna 441P01 o średnicy 1,5 metra o grubości pancerza 250 mm. Znajdują się w niej cztery otwory na lunety boczne oraz górny otwór dla peryskopu obrotowego.
Wyposażenie schronu składało się z piecyka węglowego, filtrów powietrza, dziewięciu prycz dla załogi. Pomiędzy pomieszczeniami znajdowały się stalowe, gazoszczelne drzwi, zaś główne wejście zabezpieczała przeciwszturmowa krata typu 491P1 i drzwi pancerne. Wszystkie zewnętrzne elementy schronu były pokryte kamuflażem i dodatkowo okryte siatką maskującą.

## Regelbau 514
Drugi z obiektów – Regelbau 514 ma wymiary 9 × 10 metrów i ściany o grubości 2 m. Wewnątrz przewidziano prycze dla sześcioosobowej załogi, a wyposażenie składało się z filtrów powietrza, peryskopu w stropie i piecyka węglowego. Schron posiadał strzelnicę obrony wejścia osłoniętą pancerną płytą grubości 25 mm oraz drugą płytę typu 78P9 wmontowaną w ścianę izby bojowej. Miała ona wymiary 3,8 × 3 metry, grubość 200 mm i masę 18 ton. Osłaniała ona główne uzbrojenie schronu – ckm MG-34 na lawecie fortecznej nowego typu z jarzmem kulistym.
Po ustaniu działań wojennych część metalowych elementów została rozkradziona, zaś schrony zdewastowane.